# Club Sporting Cristal

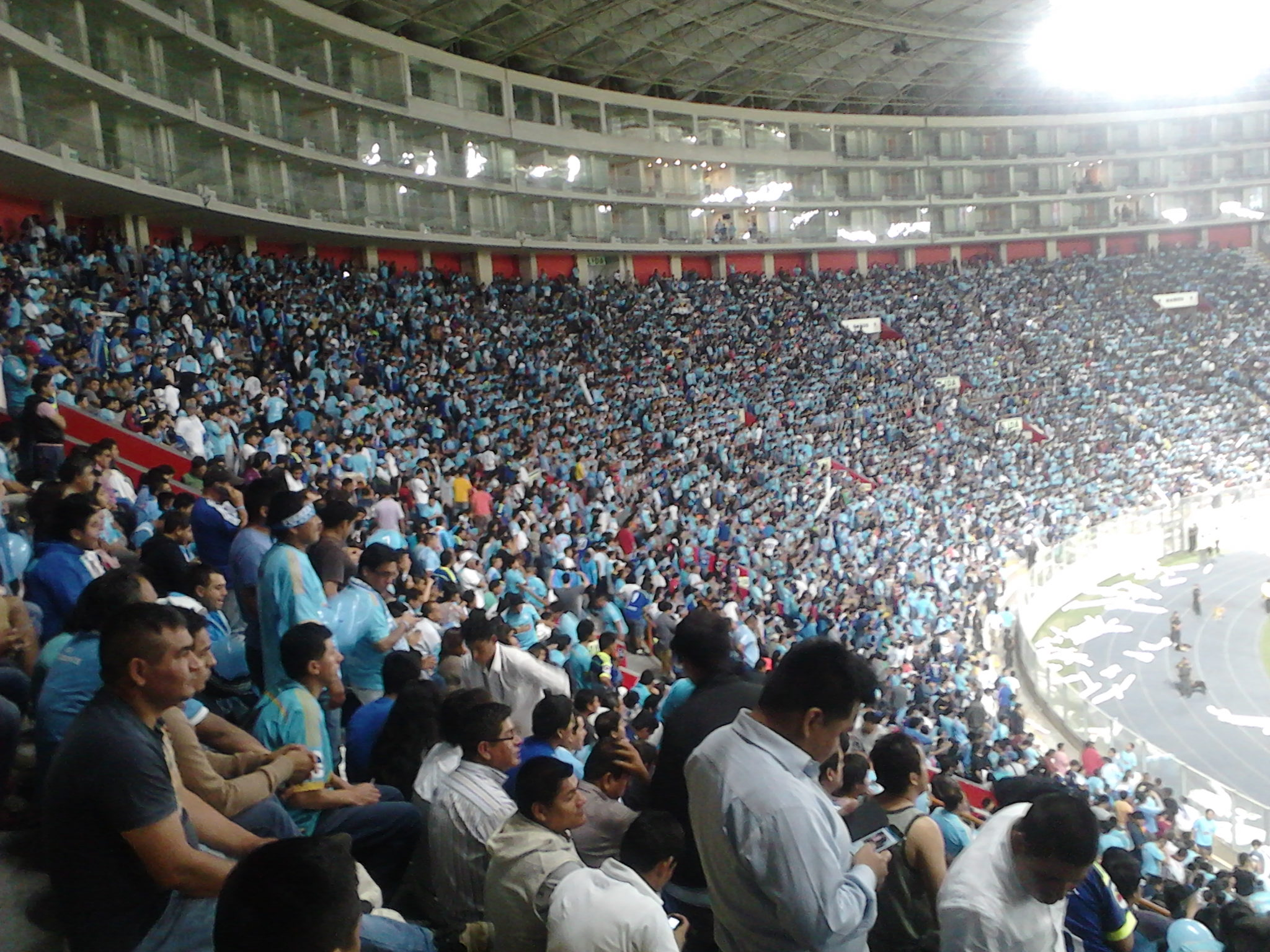
Afició del Cristal durant un partit

L'Sporting Cristal és un club peruà de futbol de la ciutat de Lima, al districte de Rímac.
Si bé durant molt de temps va exercir la seva localia a l'Estadi Nacional, des de fa molts anys fins a l'actualitat juga les seves trobades com a local a l'Estadi Alberto Gallardo, abans conegut com a Estadi San Martín de Porres i rebatejat pel club amb el nom del seu màxim ídol el 2012. L'estadi és propietat de l'Institut Peruà de l'Esport.
Sporting Cristal participa en la Primera Divisió del Perú des de 1956 on va obtenir el títol d'aquell any sent aquella la seva primera participació. L'equip rimense ha obtingut 20 títols de Primera Divisió i una copa nacional, sent l'equip més guanyador de l'era professional del futbol peruà, el més guanyador des que va començar el Torneig Descentralitzat (1966) quan tots els equips del país podien participen en la màxima categoria, és també el primer equip tri campió nacional, pels títols aconseguits en 1994, 1995 i 1996. El club ha jugat sempre a la màxima categoria del seu país, conformant la llista d'equips de Sud-amèrica que mai no ha baixat.

## Història

### Fundació (1955)
El club va ser fundat el 13 de desembre de 1955 quan l'empresa de cerveses Backus & Johnston comprà un antic club de la ciutat anomenat Sporting Tabaco. El primer nom del club fou Sporting Cristal Backus, així anomenat perquè Cristal era el nom del producte més popular de la cerveseria.
Des de fins i tot abans de la seva fundació, el projecte de l'Sporting Cristal Backus va tenir més d'un opositor: notes de l'època assenyalen com certs periodistes esportius i clubs de futbol veien amb desgrat que un equip fos finançat per una empresa privada. Fins i tot la mateixa Federació Peruana de Futbol va posar traves legals a l'equip abans i després de la fusió; fins al març de 1956 la FPF no autoritzava la participació de Cristal al campionat d'aquell any argumentant des de prohibició de publicitat als clubs fins que aquests havien de tenir noms d'herois nacionals, llocs o institucions del país. Es van usar diverses sortides legals per a les imposicions de la Federació, això no obstant, la polèmica no va concloure sinó fins a la dècada dels seixanta, quan finalment es va suprimir la paraula "Backus" del nom del club.

### Primers títols (1956 i 1961)
El club va armar un poderós planter per a la seva primera temporada, mantenint la majoria de jugadors de l'Sporting Tabac que tenia entre les seves figures el porter Rafael Asca, el capità Alfredo Cavero i el golejador Faustino Delgado. A més, es va contractar el davanter Máximo Mosquera, golejador del Campionat Peruà del 1955 i el trio de jugadors uruguaians: Dardo Acuña, Carlos Zunino i Antonio Sacco. Aquests fitxatges van marcar una època en tractar-se dels primers grans traspassos que es feien al futbol professional peruà. Durant el Campionat Peruà de 1956, Sporting Cristal va ser avassallador, per la qual cosa va obtenir el títol de campió, aconseguint tenir la davantera més productiva i la porteria menys batuda. El seu primer triomf l'obtindria a la segona data, el 18 d'agost, dia que va guanyar al Club Ciclista Lima per 3-0. En la segona part del campionat, el club va estar 15 partits sense perdre. En l'últim partit, Sporting Cristal va obtenir el títol l'any del seu debut, en guanyar per 4-0 al Club Carlos Concha. En honor a aquest primer campionat en el seu primer any de vida, Sporting Cristal és conegut com “el club que va néixer campió”.
Durant les següents temporades, el club es va caracteritzar per a contractar futbolistes de bon nivell. Són recordats els fitxatges de jugadors com Raúl Pini, Sabí Bártoli, Alberto Terry o Jorge Lamas, ja que van tenir impacte en el mercat futbolístic nacional en l'època. Amb l'arribada a la direcció tècnica de l'argentí Carlos Peucelle, en 1960, s'inicia una revolució en el club. Aquell mateix any Cristal va complir una bona actuació, culminant l'equip en tercer lloc.
L'any següent, l'entrenador peruà Juan Honores va assumir el càrrec i va dirigir a un planter celeste ple de jugadors joves. Aquest recordat equip va tenir com a defensors els jugadors del planter Eloy Campos, Orlando de La Torre i Roberto Elías, tres referents del futbol peruà dels anys 1960, i el davanter Alberto Gallardo qui es convertiria en el major ídol en la història del club. Cristall va ser líder folgat del Campionat Peruà de Futbol de 1961, però en les dates finals va ser aconseguit per Alianza Lima, per la qual cosa tots dos clubs van haver de definir el campió en un partit extra en què van vèncer els celestes per 2-0 amb anotacions d'Alberto Ramírez i Alberto Gallardo. En aquesta mateixa temporada, Sporting Cristal va obtenir també els títols dels seus equips de reserva, juvenils i infantils (que jugaven els seus tornejos paral·lelament al de grans), consolidant així el seu ben guanyat prestigi.
Com a campió del futbol peruà, Cristall va ser convidat a realitzar una gira per diverses parts del món, sent aquesta la primera gira realitzada per algun equip campió del Perú. La sèrie de partits va començar als Estats Units, va continuar per diverses ciutats asiàtiques com Kuala Lumpur, Malaca i Teheran, i va culminar a Espanya. Van ser en total 30 partits disputats durant dos mesos, dels quals se'n van guanyar 20, se'n van empatar 7 i hi va haver només 3 derrotes. La figura d'aquesta gira va ser Alberto Gallardo, que va fer 37 gols.
El club va tornar a remenar el mercat quan va fitxar el mític jugador brasiler Didí el 1962, futbolista de fama mundial que acabava d'obtenir el títol de la Copa del Món de Futbol del 1962 amb la seva selecció. Didí va arribar per ser l'entrenador de l'equip i va implantar l'estil de joc ofensiu i de possessió de baló característic del futbol del Brasil. El brasiler va formar un quadre vistós i que solia brindar espectacle, però, va haver de conformar-se només amb els subcampionats del 1962 i el 1963.

### Tres títols en cinc anys
Didi va tornar a ser tècnic del club en 1967, any on aconseguiria el subcampionat. En la temporada següent, Sporting Cristal va ser campió després de guanyar-li un partit decisiu al Club Juan Aurich. Entre 1962 i 1969, el club es va mantenir invicte en 17 partits en la Copa Libertadores.
Els pròxims anys portarien nous títols, el primer d'ells en 1970, comandats per l'entrenador argentí Vito Andrés Bártoli. Dels 32 partits jugats aquell any, l'equip va guanyar 18, va empatar 9 i va perdre 5. El club va obtenir un nou campionat en 1972, el seu últim partit el va jugar davant el Club Defensor Lima i va culminar en empat 1-1. L'equip va ser dirigit per l'entrenador Marcos Calderón.

### Copa Libertadores 1997
El 1997, el club va realitzar una bona participació a la Copa Libertadores, aquell any arribo fins a la final. El rival va ser el club brasiler Cruzeiro, a Lima el partit va acabar en empatat mentre que a Brasil va ser derrota per al club peruà. Sporting Cristal va ser subcampió i des de llavors no ha tornat a estar tan a prop de guanyar el torneig.

## Palmarès
| Tipus     | Competició | Competició              | Títols | Edició |
| --------- | ---------- | ----------------------- | ------ | --- |
| Nacionals |            | Lliga Peruana de Futbol | 20     | 1956, 1961, 1968, 1970, 1972, 1979, 1980, 1983, 1988, 1991, 1994, 1995, 1996, 2002, 2005, 2012, 2014, 2016, 2018, 2020. |
| Nacionals |            | Copa Bicentenario       | 1      | 2021 |

Altres tornejos
- Torneo Apertura (4): 2003, 2015, 2018, 2021.
- Torneo Clausura (6): 1998, 2002, 2004, 2005, 2014, 2016.
- Torneo de Verano (1): 2018.[29]

Internacionals
- Copa Libertadores:
  - Subcampió (1): 1997.[30]

## Jugadors

### Jugadors destacats
- Alberto Gallardo
- Julio César Uribe
- Nolberto Solano
- Jorge Soto
- Roberto Palacios
- Miguel Rebosio
- Flavio Maestri
- Jose Del Castillo
- Mario "Velita" Aquije
- Júlio Andrade "Julinho"
- Estanislao Struway
- Pedro Garay
- Julio César Balerio
- Luis Alberto Bonnet
- Fernando Gastón Córdoba
- Percy Olivares
- Pablo Zegarra
- Andrés Augusto Mendoza
- Ramón Quiroga
- Emanuel Herrera
- Yoshimar Yotún